# NGC 7106
NGC 7106 est une galaxie spirale intermédiaire (barrée ?) située dans la constellation de l'Indien. Sa vitesse par rapport au fond diffus cosmologique est de 3 106 ± 14 km/s, ce qui correspond à une distance de Hubble de 45,8 ± 3,2 Mpc (∼149 millions d'al). NGC 7106 a été découverte par l'astronome britannique John Herschel en 1834.

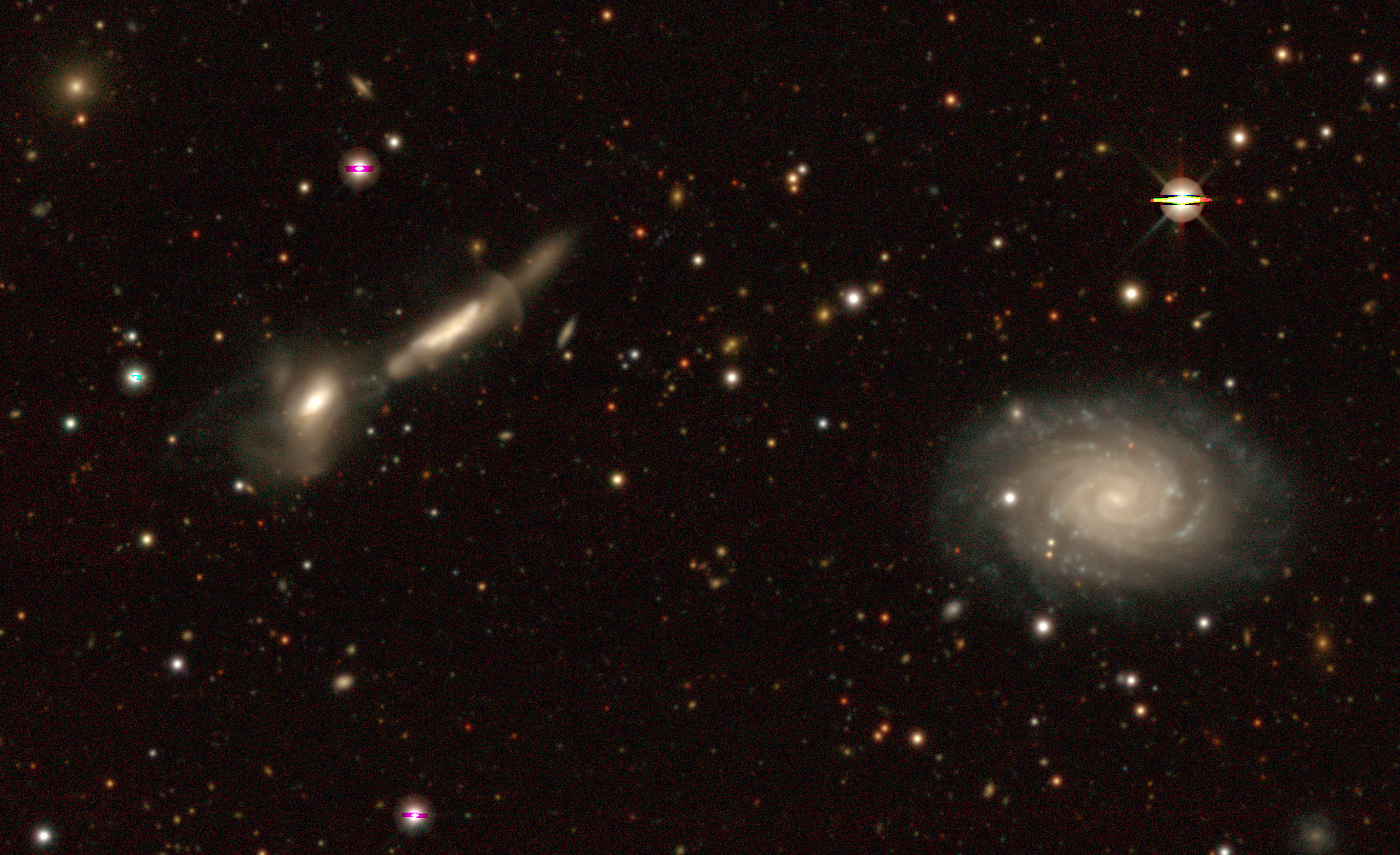
NGC 7106 à droite. Les deux galaxies à gauche sont ESO 188-IG 018 NED02 (PGC 67260), à l'extrême gauche, et ESO 188-IG 018 NED01 (PGC 67229) (Legacy Surveys).

La classe de luminosité de NGC 7106 est III et elle présente une large raie HI.
À ce jour, neuf mesures non basées sur le décalage vers le rouge (redshift) donnent une distance de 46,767 ± 1,808 Mpc (∼153 millions d'al), ce qui est à l'intérieur des valeurs de la distance de Hubble.
Les distances de Hubble d'ESO 188-IG 018 NED01 et d'ESO 188-IG 018 NED02 sont respectivement égales à 70,08 ± 5,04 Mpc (∼229 millions d'al) et 67,70 ± 4,78 Mpc (∼221 millions d'al). Ces deux galaxies forment peut-être une paire réelle, mais elles sont trop éloignées pour avoir une quelconque interaction avec NGC 7106.